# Nikołaj Akimow (reżyser)
Nikołaj Pawłowicz Akimow (ros. Николай Павлович Акимов; ur. 1901 w Charkowie, zm. 1968 w Moskwie) – radziecki i rosyjski reżyser i scenograf, a także pedagog i publicysta, autor licznych artykułów o teatrze. W roku 1960 uhonorowano go tytułem Ludowego Artysty ZSRR.

## Życiorys
Karierę teatralną rozpoczął od pracy scenografa. W roku 1923 nawiązał współpracę z teatrami małych form w Leningradzie, a następnie z Akademickim Teatrem Dramatu im. A.S. Puszkina. Pod koniec lat 20. był już znanym twórcą nowatorskich scenografii (ok. 30 spektakli), a także autorem plakatów teatralnych, grafikiem oraz portrecistą.
Później współpracował także z wieloma innymi teatrami w Moskwie, m.in. z Teatrem Rewolucji, a także z Teatrem im. J.B. Wachtangowa, w którym w 1934 zadebiutował też jako reżyser, wystawiając Hamleta Williama Szekspira. Zajmował się realizowaniem zarówno dramatów klasycznych, jak i sztuk współczesnych. Dokonał wielu udanych inscenizacji komedii J.L. Szwarca (m.in.: Cień, 1940 i 1960; Smok, 1944 i 1962; Zwyczajny cud, 1956), wystawianych w Leningradzkim Teatrze Komedii, gdzie Akimow sprawował w latach 1935-1949 i od 1955 r. kierownictwo artystyczne i z którego uczynił jedną z czołowych scen radzieckich. W latach 1951–1954 był głównym reżyserem Leningradzkiego Teatru im. Lensowietu.
Od 1955 wykładał w Leningradzkim Instytucie Teatralnym (profesor od 1960).

## Wybrana filmografia
- 1953:  Wiosna w Moskwie
- 1952:  Szkoła obmowy
- 1947: Kopciuszek
- 1945:  Kościej Nieśmiertelny

## Odznaczenia
- Ludowy Artysta RFSRR (1945)
- Ludowy Artysta ZSRR (1960)